# Katzenpfötchen
Die Katzenpfötchen (Antennaria) sind eine Pflanzengattung aus der Familie der Korbblütler (Asteraceae).
Sie haben Areale in den gemäßigten, arktischen und alpinen Regionen in Nordamerika, Südamerika und Eurasien. Einige Arten werden in Steingärten als Zierpflanzen verwendet. Es gibt Arten, die der Erzeugung von Trockenblumen dienen. Der Name Antennaria bezieht sich auf die Pappusborsten der männlichen Blüten, die Fühlern von Insekten ähneln.

## Beschreibung

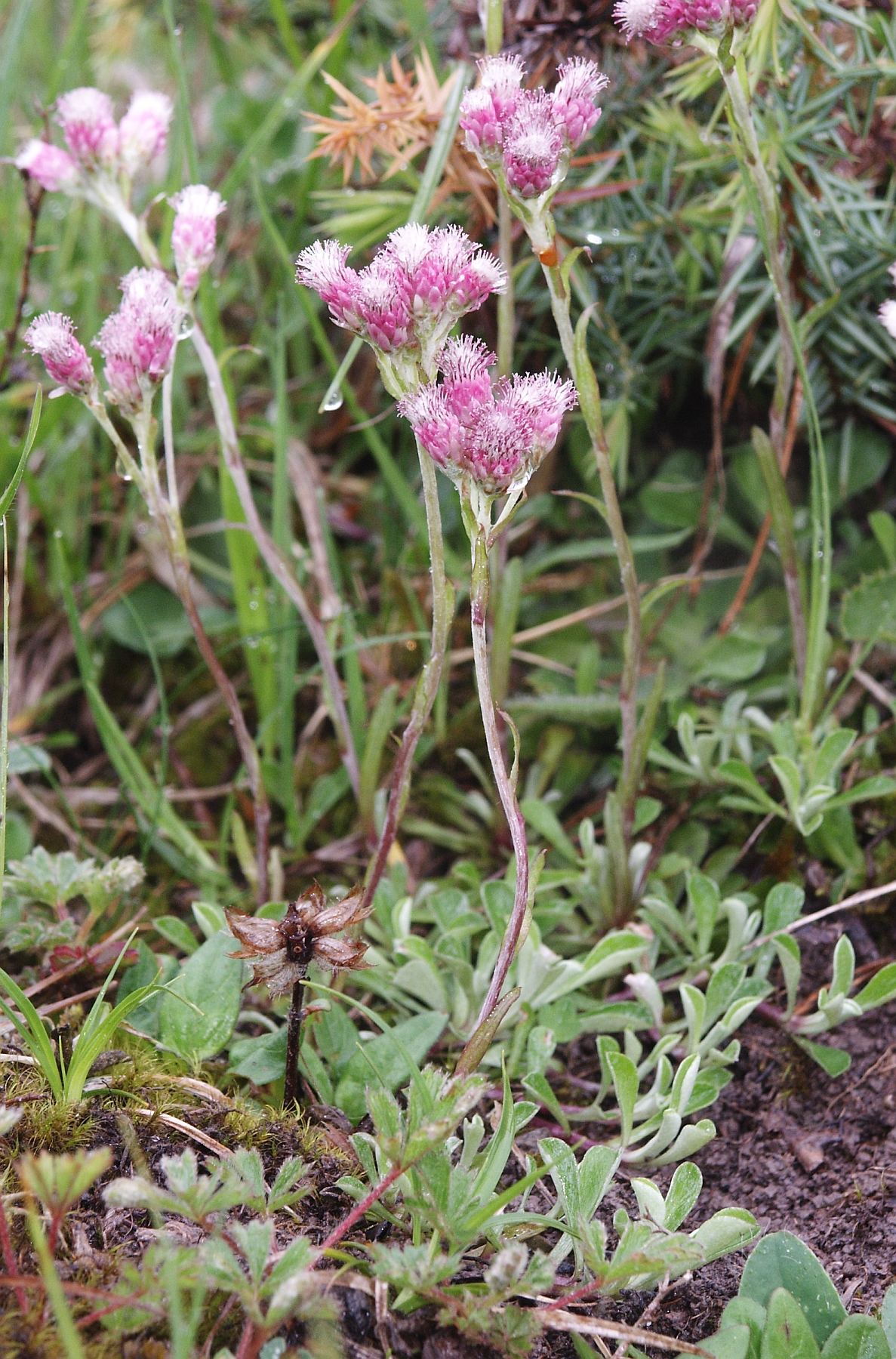
Gewöhnliches Katzenpfötchen (Antennaria dioica)

Antennaria-Arten sind ausdauernde krautige Pflanzen oder Halbsträucher. Manche Arten bilden oberirdische Ausläufer, andere Rhizome. Die wechselständigen Laubblätter sind ganzrandig und können gestielt oder ungestielt sein. Die Blätter sind oberseits mehr oder weniger kahl bis behaart, unterseits jedoch immer behaart.
Einzeln oder bis zu zwölft in traubigen, trugdoldigen oder rispigen Blütenständen sitzen eingeschlechtige körbchenförmige Teilblütenstände.
Die Arten können einhäusig (monözisch) oder zweihäusig (diözisch) getrenntgeschlechtig sein. Die Blütenkörbchen weisen Durchmesser von 2 bis 8 Millimeter auf, darin sind meist 20 bis 100 Blüten enthalten. Die Blüten sind immer eingeschlechtig. Sie bilden Achänen mit Pappus. Bei den Katzenpfötchen spielt die apomiktische Fortpflanzung eine wesentliche Rolle. Dadurch gehen die Ansichten über die Artenanzahl sehr auseinander.

## Arten

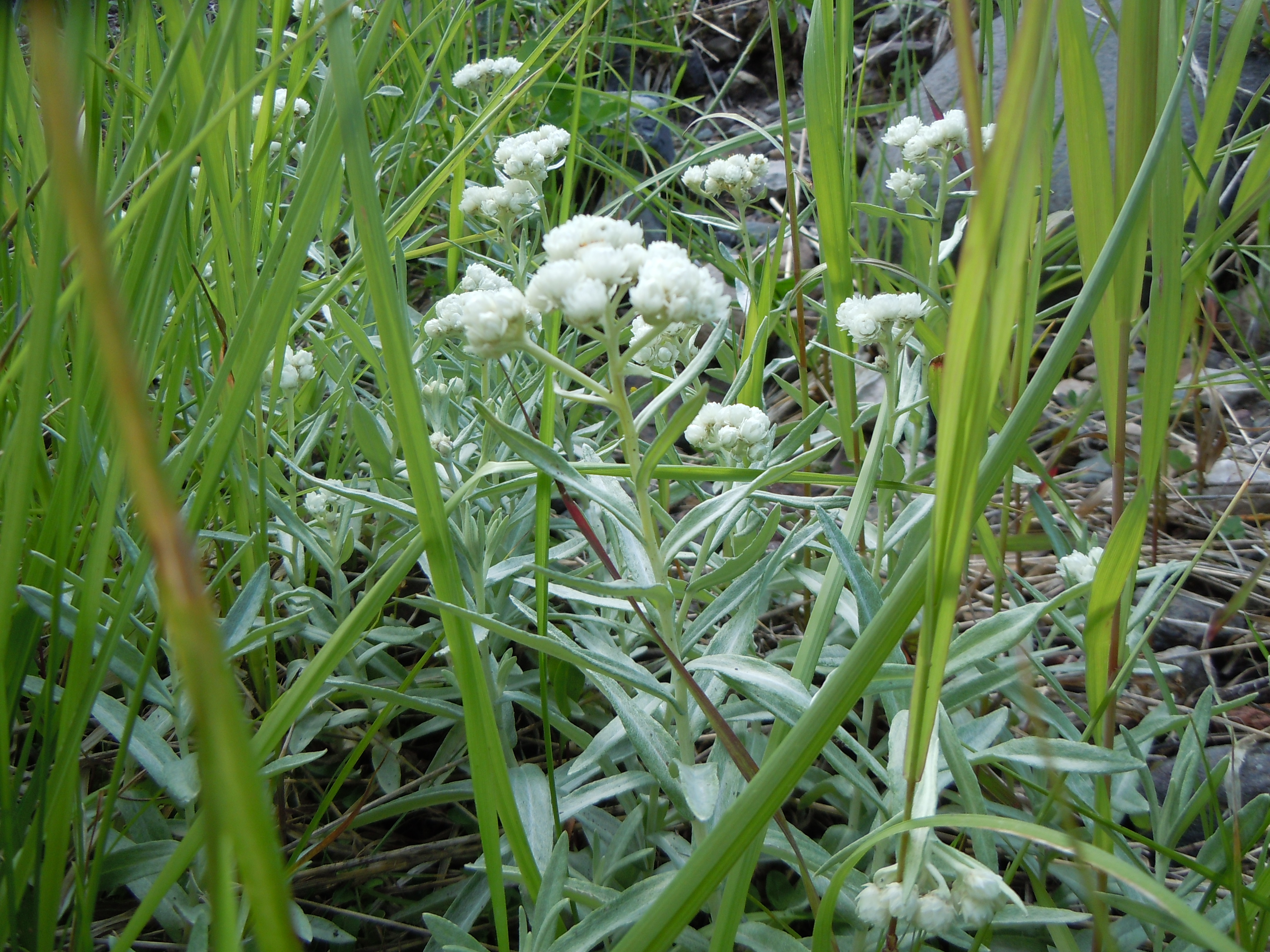
Antennaria anaphaloides

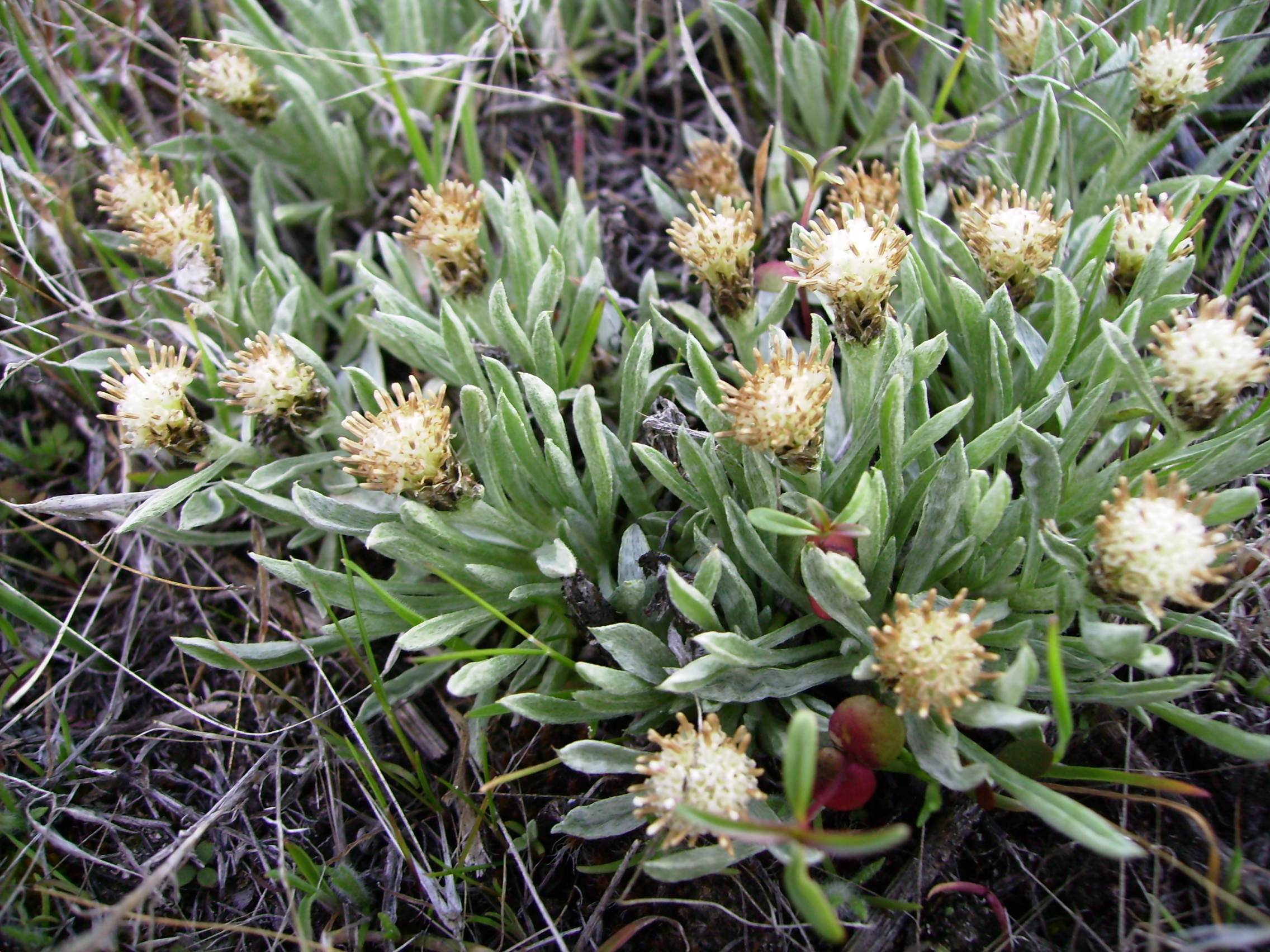
Antennaria dimorpha

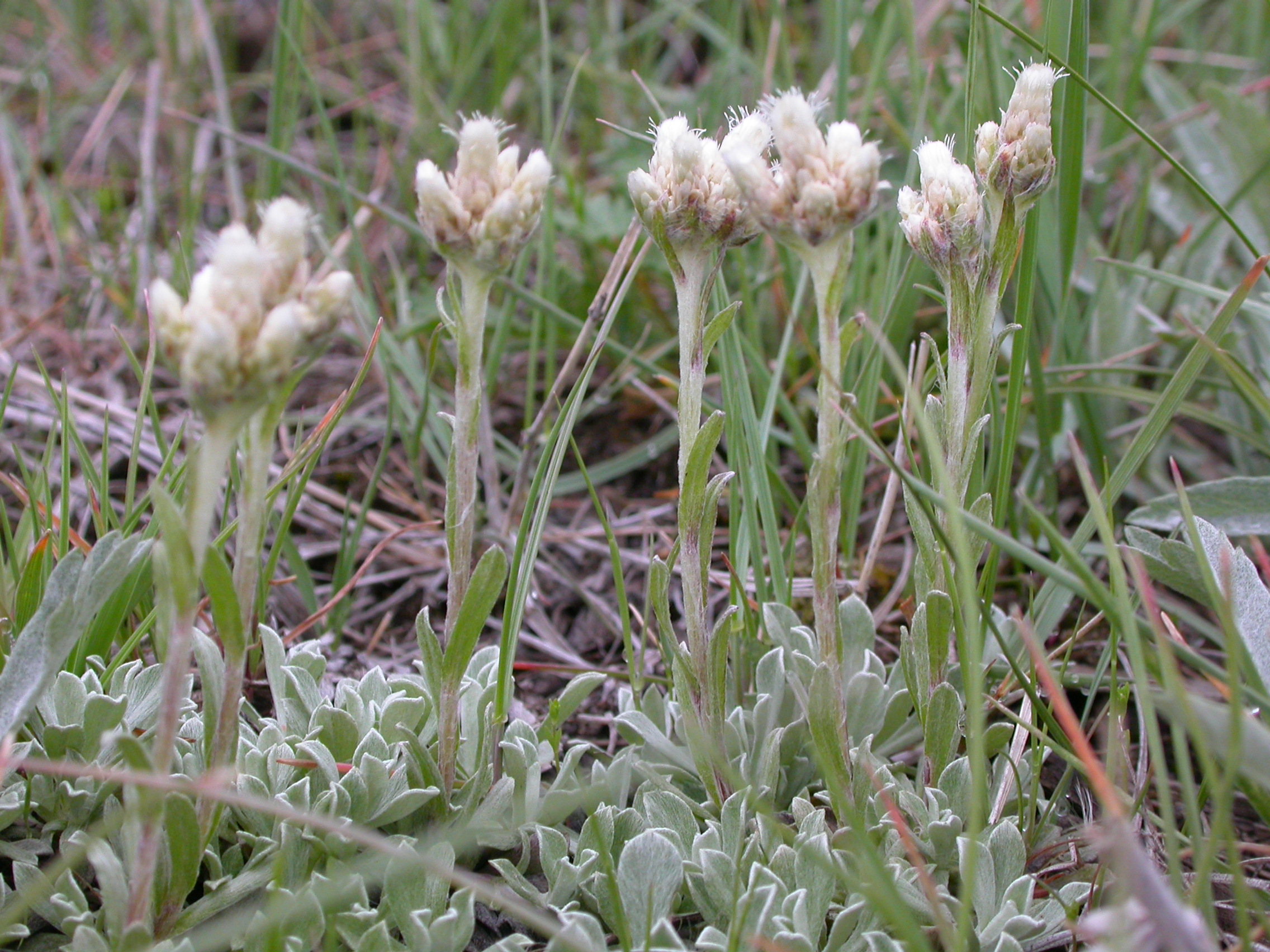
Antennaria microphylla

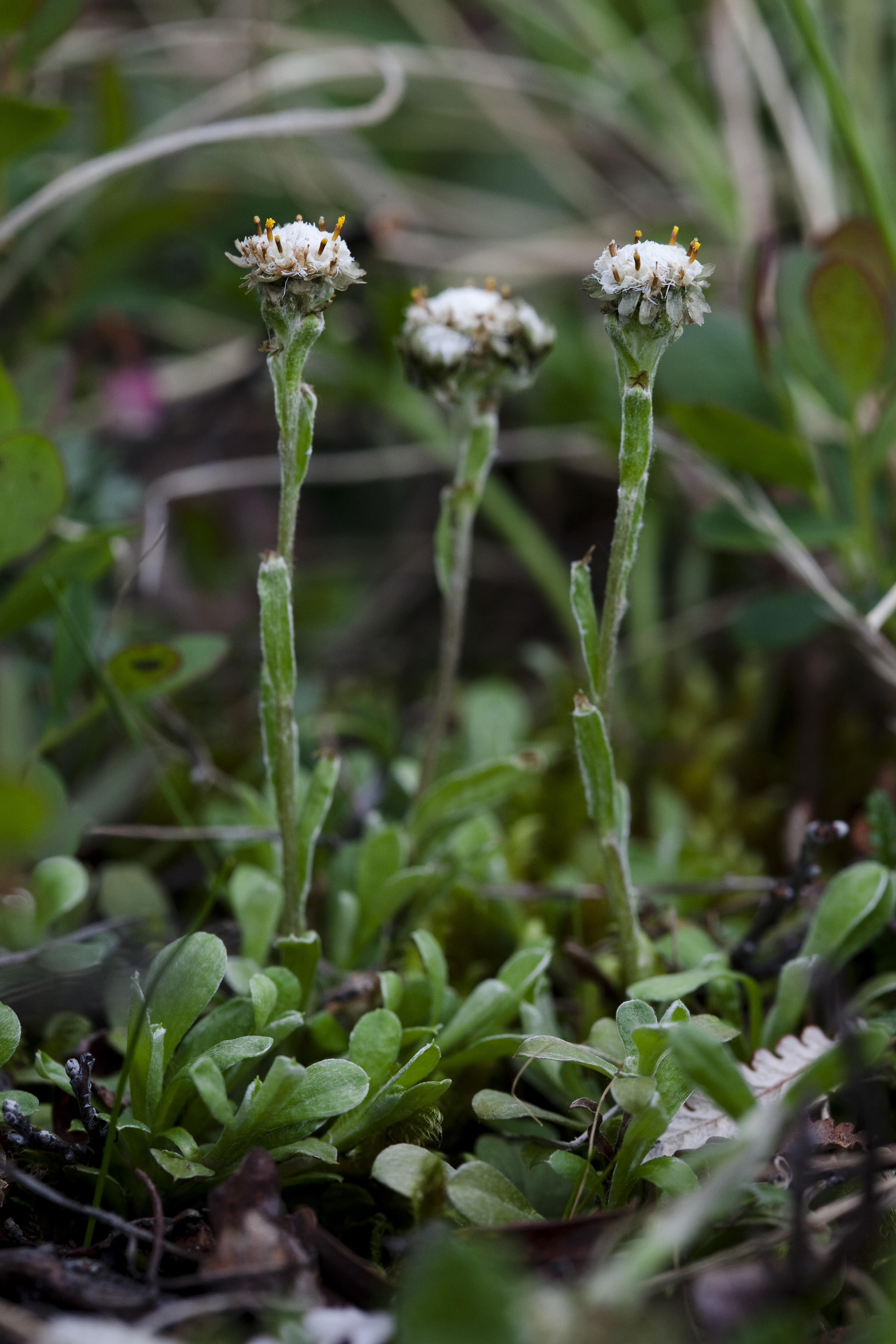
Einköpfiges Katzenpfötchen (Antennaria monocephala)

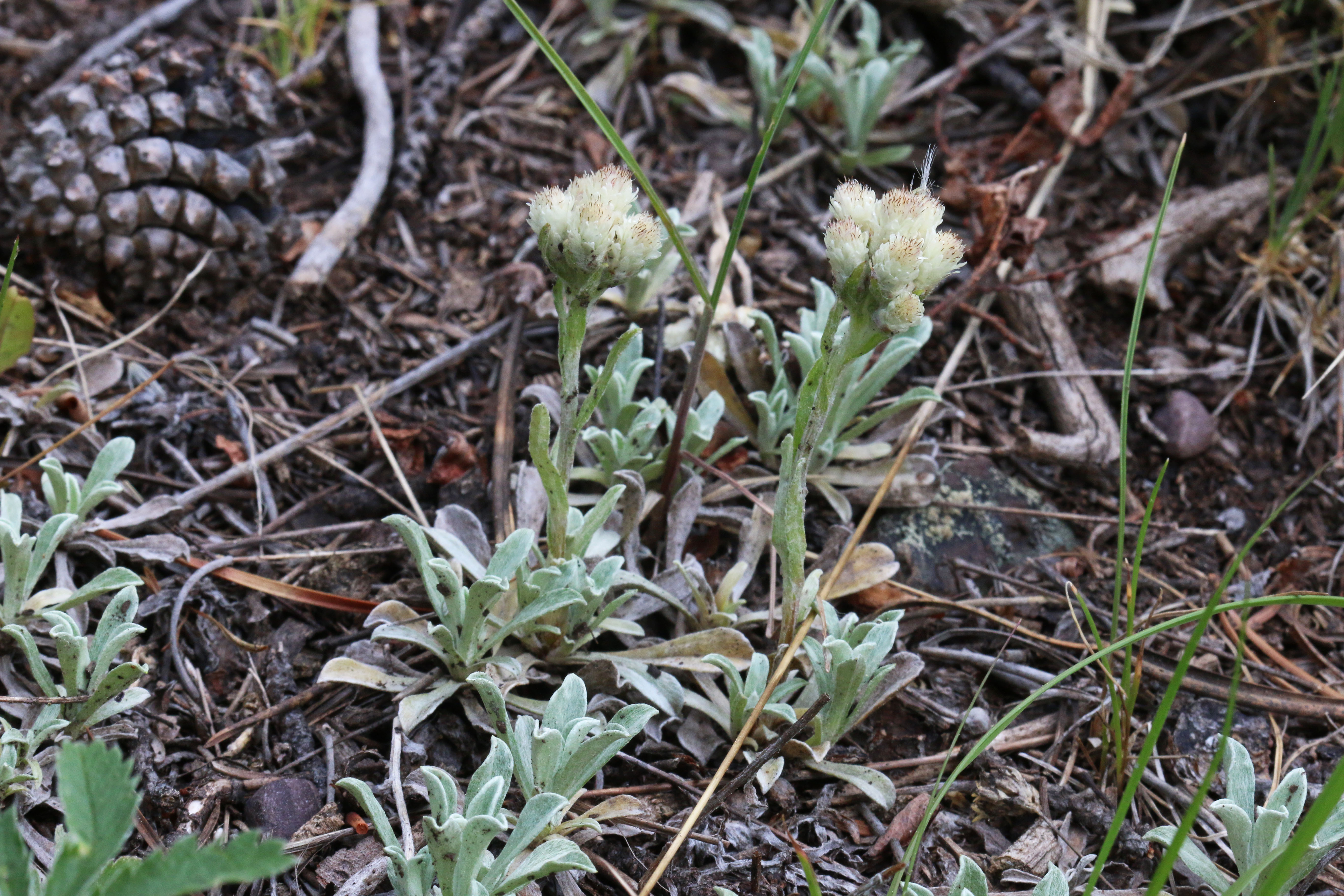
Antennaria parvifolia

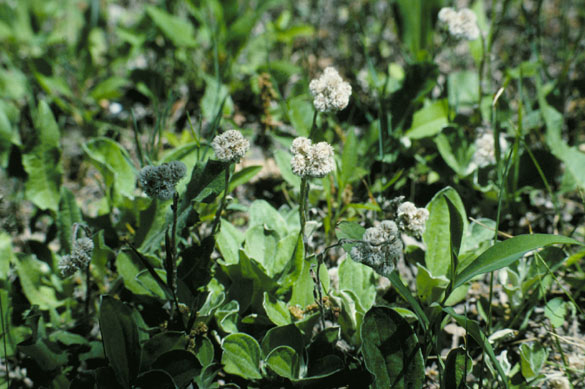
Antennaria plantaginifolia

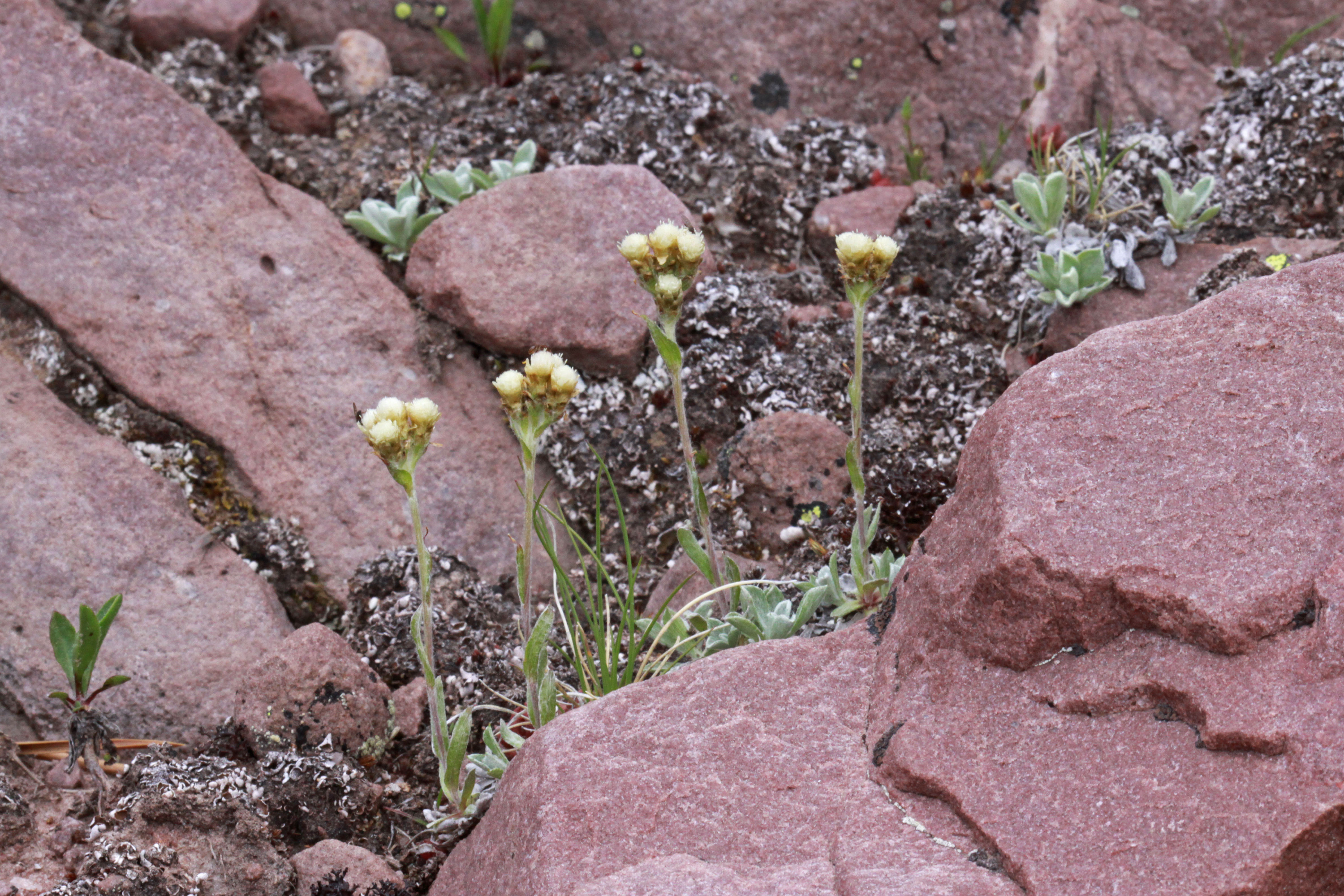
Antennaria umbrinella

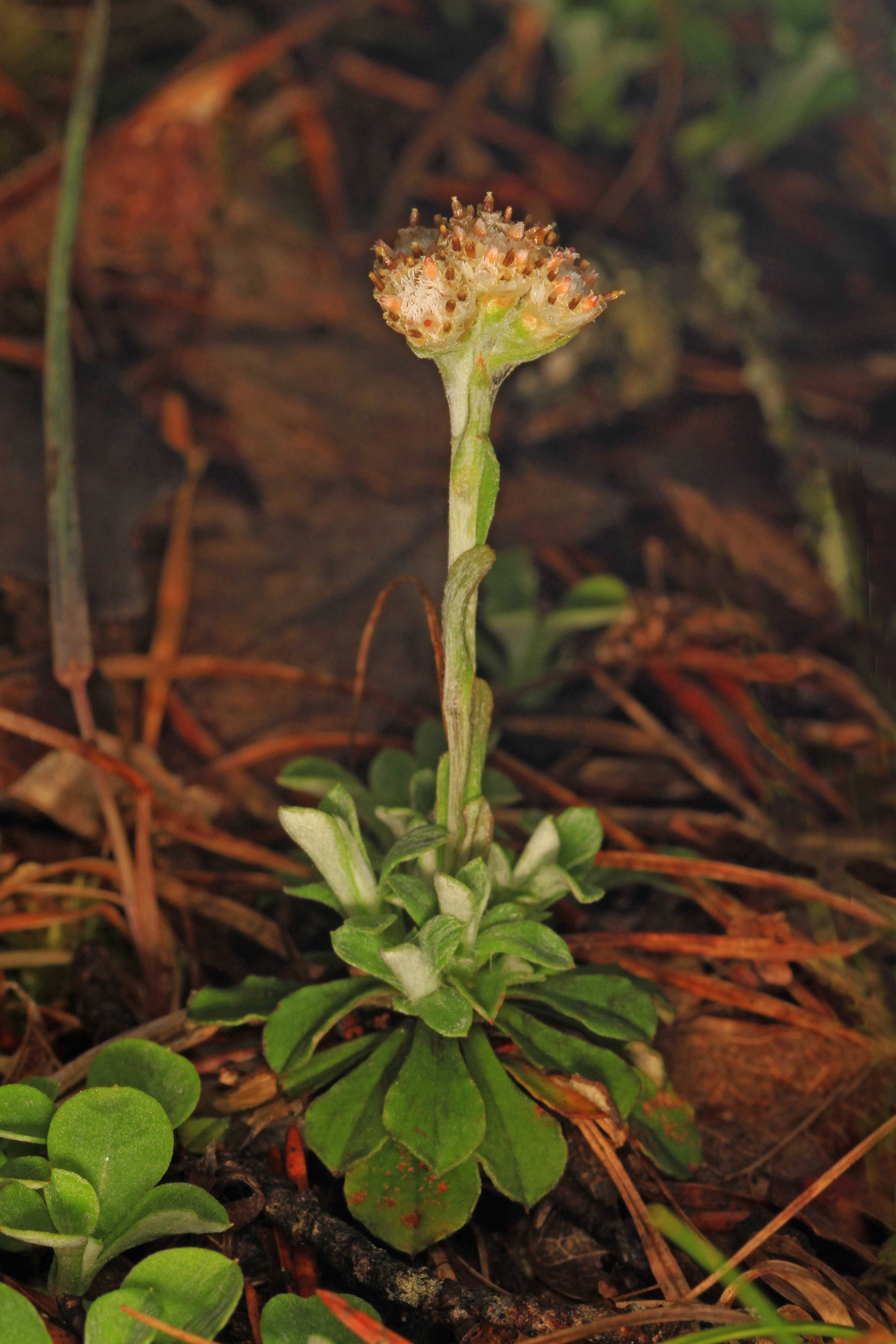
Antennaria virginica

Es gibt etwa 45 Arten in der Gattung Katzenpfötchen (Antennaria):
- Antennaria alpina (L.) Gaertn.: Sie kommt in Norwegen, Schweden, Finnland, im europäischen Russland, in Grönland, Alaska, Kanada und in Montana und Wyoming vor.[2]
- Antennaria anaphaloides Rydb.: Sie kommt in den westlichen Vereinigten Staaten und im westlichen Kanada vor.[2]
- Antennaria arcuata Cronq.: Sie kommt in Idaho, Nevada und Wyoming vor.[3]
- Silber-Katzenpfötchen (Antennaria argentea Benth.): Sie kommt in Oregon, Washington, Nevada und Kalifornien vor.[2]
- Antennaria aromatica Evert: Sie kommt in den nördlichen Rocky Mountains vor.[3]
- Antennaria boecheriana A.E.Porsild: Sie wurde aus Grönland erstbeschrieben.
- Karpaten-Katzenpfötchen (Antennaria carpatica (Wahlenb.) Bluff & Fingerh.)
- Kaukasisches Katzenpfötchen (Antennaria caucasica Boriss.): Sie kommt in der Kaukasusregion vor.[2]
- Chilenisches Katzenpfötchen (Antennaria chilensis J.Rémy): Sie kommt in Argentinien und in Chile vor.[2]
- Antennaria corymbosa E.Nels.: Sie kommt in den westlichen Vereinigten Staaten und in New Mexico vor.[2]
- Antennaria densifolia Porsild: Sie kommt in Alaska, Kanada und in Montana vor.[3]
- Niedriges Katzenpfötchen (Antennaria dimorpha (Nutt.) Torr. & Gray): Sie kommt in Kanada und in den Vereinigten Staaten vor.[3]
- Gewöhnliches Katzenpfötchen oder Gemeines Katzenpfötchen (Antennaria dioica (L.) Gaertn.)
- Neufundländisches Katzenpfötchen (Antennaria eucosma Fern. & Wieg.): Sie kommt in Neufundland, Labrador und Quebec vor.[3]
- Antennaria flagellaris (A.Gray) A.Gray: Sie kommt in British Columbia, in den westlichen Vereinigten Staaten und in South Dakota vor.[2]
- Antennaria friesiana (Trautv.) Ekman: Sie kommt in drei Unterarten im arktischen Sibirien und im arktischen Nordamerika vor:[3]
  - Antennaria friesiana subsp. alaskana (Malte) Hultén: Sie kommt in Alaska und im nordwestlichen Kanada vor.[3]
  - Antennaria friesiana subsp. friesiana: Sie kommt in Sibirien, Alaska, Grönland und in Kanada vor.[3]
  - Antennaria friesiana subsp. neoalaskana (A.E. Porsild) R.J. Bayer & Stebbins: Sie kommt in Alaska und im nordwestlichen Kanada vor.[3]
- Antennaria geyeri A.Gray: Sie kommt in Washington, Oregon, Nevada und Kalifornien vor.[3]
- Antennaria hansii A.Kern.: Sie kommt in Grönland vor.[2]
- Antennaria howellii Greene (Syn.: Antennaria canadensis Greene): Sie kommt in etwa vier Unterarten in Kanada und in den Vereinigten Staaten vor:[2][3]
  - Antennaria howellii subsp. canadensis (Greene) R.J. Bayer: Sie kommt fast nur in der östlichen Hälfte von Nordamerika vor.[3]
  - Antennaria howellii subsp. howellii: Sie kommt hauptsächlich in der westlichen Hälfte von Nordamerika vor.[3]
  - Antennaria howellii subsp. neodioica (Greene) R.J. Bayer: Sie kommt in Kanada und in den östlichen, nördlich-zentralen und nordwestlichen Vereinigten Staaten vor.[2]
  - Antennaria howellii subsp. petaloidea (Fernald) R.J. Bayer: Sie ist in Kanada und den USA weitverbreitet.[3]
- Wolliges Katzenpfötchen (Antennaria lanata (Hook.) Greene) – Woolly Pussytoes: Sie kommt in Kanada und in den Vereinigten Staaten vor.[3]
- Antennaria luzuloides Torr. & Gray: Sie kommt in zwei Unterarten im westlichen Kanada, in den westlichen Vereinigten Staaten und in South Dakota vor:[2]
  - Antennaria luzuloides subsp. aberrans (E.E. Nelson) R.J. Bayer & Stebbins: Sie kommt in Oregon, Kalifornien und in Nevada vor.[2]
  - Antennaria luzuloides subsp. luzuloides: Sie kommt im südlichen Alberta, im südlichen British Columbia, in Washington, Oregon, Idaho, Montana, Wyoming, Colorado, Utah, Nevada, Kalifornien und im westlichen South Dakota vor.[2]
- Antennaria marginata Greene: Sie kommt in Texas, New Mexico, Arizona, Colorado, Kalifornien und in Mexiko vor.[3]
- Rocky-Mountain-Katzenpfötchen (Antennaria media Greene): Sie kommt in Alaska, Kanada, in den westlichen Vereinigten Staaten und in New Mexico vor.[2]
- Kleinblättriges Katzenpfötchen (Antennaria microphylla Rydb.): Sie ist in Alaska, Kanada und in den Vereinigten Staaten weitverbreitet.[2]
- Einköpfiges Katzenpfötchen (Antennaria monocephala DC.): Sie kommt in Sibirien, in Russlands Fernem Osten, in Alaska, Kanada, Grönland, in Montana und Wyoming vor.[2]
- Antennaria neglecta Greene: Sie ist in Kanada und in den Vereinigten Staaten weitverbreitet.[2]
- Antennaria nordhageniana Rune & Rönning: Sie wurde aus Norwegen erstbeschrieben.
- Antennaria parlinii Fern.: Sie ist in Kanada und in den Vereinigten Staaten weitverbreitet.[2]
- Antennaria parvifolia Nutt.: Sie ist in Kanada, in den Vereinigten Staaten und im nördlichen Mexiko weitverbreitet.[2]
- Antennaria plantaginifolia (L.) Richards: Sie kommt in Kanada und in den Vereinigten Staaten vor.[2]
- Antennaria porsildii E.Ekman: Sie wurde aus Grönland erstbeschrieben.
- Antennaria pulchella Greene: Sie kommt in Nevada und Kalifornien in Höhenlagen zwischen 2800 und 3700 Metern Meereshöhe vor.[3]
- Antennaria pulcherrima (Hook.) Greene: Sie kommt in Alaska, Kanada und in den Vereinigten Staaten vor.[3]
- Traubiges Katzenpfötchen (Antennaria racemosa Hook.): Sie kommt in British Columbia, Alberta, Washington, Oregon, Wyoming, Montana, Idaho und Kalifornien vor.[2]
- Antennaria rosea Greene: Sie ist in Alaska, Grönland, Kanada und in den Vereinigten Staaten weitverbreitet.[2]
- Antennaria rosulata Rydb.: Sie kommt in Colorado, New Mexico, Arizona und Utah vor.[2]
- Antennaria soliceps Blake: Sie kommt nur in Nevada und nur in Höhenlagen zwischen 3000 und 3400 Metern Meereshöhe vor.[3]
- Antennaria solitaria Rydb.: Sie kommt in den östlichen Vereinigten Staaten vor.[2]
- Antennaria stenophylla (A.Gray) A.Gray: Sie kommt in Idaho, Nevada, Oregon und Washington vor.[3]
- Antennaria suffrutescens Greene: Sie kommt in Oregon und Kalifornien vor.[3]
- Antennaria umbrinella Rydb.: Sie kommt in Kanada und in den Vereinigten Staaten vor.[3]
- Antennaria villifera Boriss.: Sie wurde aus der Arktis und aus Sibirien erstbeschrieben.
- Antennaria virginica Stebbins: Sie kommt in Maryland, Ohio, Virginia, West Virginia und Pennsylvania vor.[3]

## Hybriden
Es gibt eine große Anzahl an Hybriden (Auswahl):
- Antennaria ×erigeroides Greene
- Antennaria ×foliacea Greene
- Antennaria ×macounii Greene
- Antennaria ×oblancifolia E.Nels.